# Vuk Krsto Frankopan
Vuk II Krsto Frankopan Tržački  (1578-1652) noble croata miembro de la Casa de Frankopan, era hijo del capitán Gašpar I Frankopan Tržački y de su esposa  Katarina Lenković, hija de Ivan Lenković, líder uscoco
Se educó en  Liubliana e Italia, y comenzó su carrera militar en la frontera militar y más tarde fue comandante del Castillo Tržan (1612), capitán de  Ogulin (1618) y teniente coronel Senj (1620). 
Era el padre del poeta y militar Fran Krsto Frankopan.